# 東上野町
東上野町（ひがしうえのまち）は、群馬県前橋市の地名。郵便番号は379-2164。2013年現在の面積は0.56km2。

## 地理
桃ノ木川左岸に位置している。

### 河川
- 桃ノ木川

## 歴史
江戸末期からある地名であり、前橋藩領だった。上野村が改称して成立した。

### 年表
- 天正18年（1590年） - 平岩親吉が前橋城主となり、以後東上野は江戸時代を通じて前橋藩領だった[5]。
- 寛文8年（1668年） - 「上野国郷帳」に「上野村」として見える[6]。

- 明治22年（1889年）4月1日 - 町村制施行により、東上野村は天川大島村、上大島村、女屋村、上長磯村、野中村、下長磯村、小島田村、小屋原村、下大島村、笂井村、上増田村、下増田村、駒形新田と合併し南勢多郡木瀬村が成立する。
- 明治29年（1896年）4月1日 - 南勢多郡と東群馬郡が統合し勢多郡となる。
- 昭和30年（1955年）4月1日 - 木瀬村の一部の天川大島、上大島、女屋、上長磯、東上野、野中が前橋市へ編入される。そのため前橋市東上野町となる。

## 世帯数と人口
2017年（平成29年）8月31日現在の世帯数と人口は以下の通りである。
| 町丁     | 世帯数  | 人口  |
| -------- | ------- | ----- |
| 東上野町 | 114世帯 | 248人 |

## 小・中学校の学区
市立小・中学校に通う場合、学区は以下の通りとなる。
| 番地 | 小学校             | 中学校             |
| ---- | ------------------ | ------------------ |
| 全域 | 前橋市立永明小学校 | 前橋市立木瀬中学校 |

## 交通

### 鉄道
鉄道駅はない。

### 道路
国道、県道ともに通っていない。

## 施設
- 前橋市立前橋特別支援学校
- 上野神社 - 旧社格は村社[8]。祭神は萱野姫命[9]。